# Eresia callonia
Eresia callonia är en fjärilsart som beskrevs av Otto Staudinger 1885. Eresia callonia ingår i släktet Eresia och familjen praktfjärilar. Inga underarter finns listade i Catalogue of Life.